# Bauerschaft Barmen

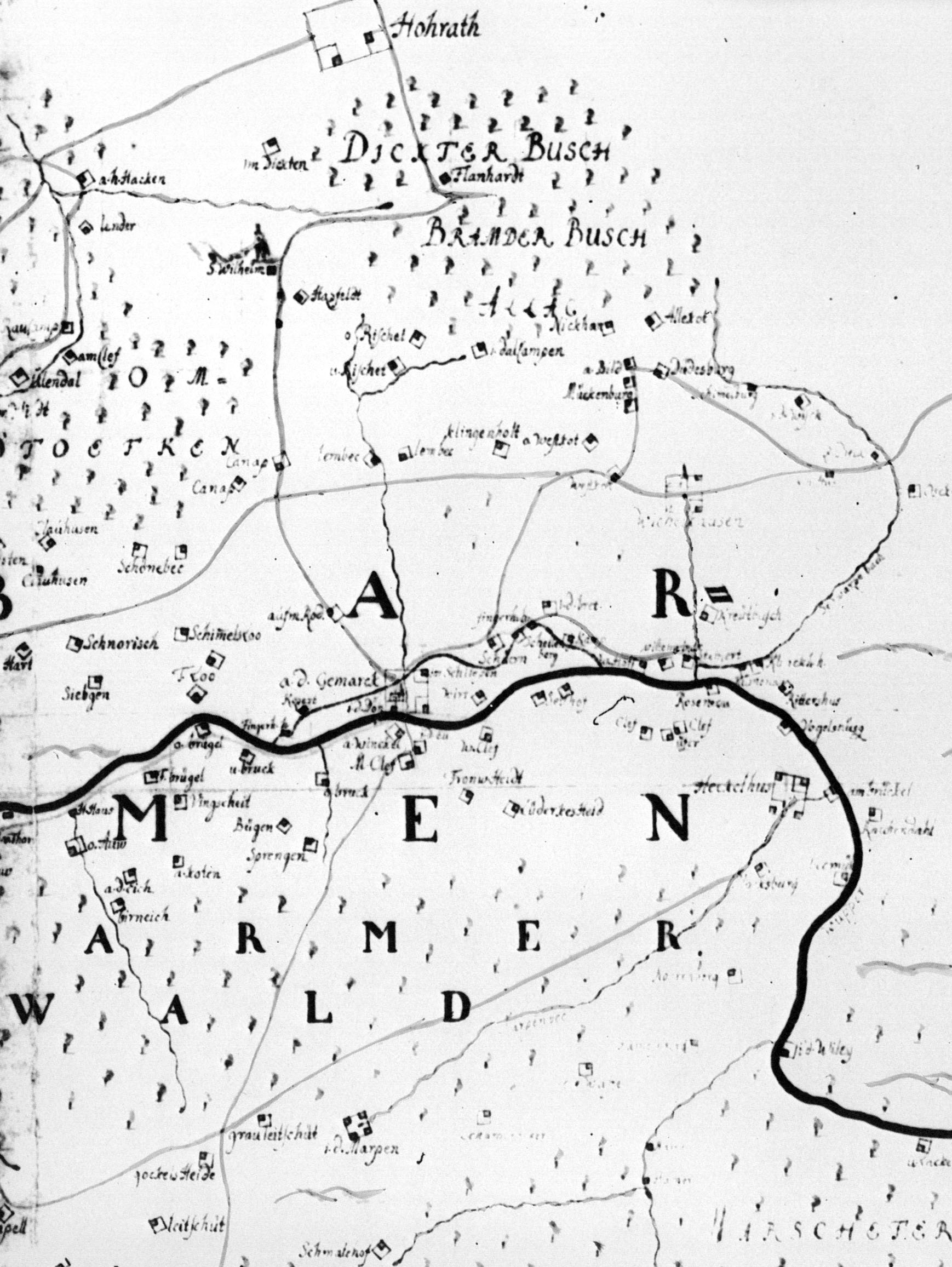
Karte der Hofschaften im Gebiet des heutigen Barmen von Erich Philipp Ploennies (1715)

Die Bauerschaft Barmen war im Spätmittelalter und der frühen Neuzeit eine Bauerschaft im Bereich der späteren Großstadt Barmen, die heute ein Stadtteil von Wuppertal ist.

## Geschichte
Die Bauerschaft war ein Zusammenschluss des Barmer Höfeverbands unter dem bergischen Sehlhof und des märkischen Höfeverbands Wichlinghausen sowie weiterer Einzelhöfe außerhalb dieser beiden Villikationen. Diese Höfe bildeten zusammen die Barmer Markgenossenschaft, die gemeinschaftlich den 2103 cölnische Morgen (ca. 6,7 km²) großen Barmer Markwald nutzten.

### Früherer Bergischer, Märkischer und Werdener Allodialbesitz in Barmen
Bereits 1245 erwarben die Grafen von Berg den Barmer Höfeverband als Allodialbesitz innerhalb des kurkölnischen Territoriums. Sie waren damit Eigentümer der in der Urkunde ungenannten Höfe, aber noch nicht deren Territorialherren und durften daher nicht die Blutgerichtsbarkeit ausüben. Die Höfe des Höfeverbands lagen im Unterbarmen genannten westlichen Teil Barmens, die dem Kirchspiel Hilden (später dem näheren Kirchspiel Elberfeld) angehörten und im Oberbarmen genannten östlichen Teil, welcher der Pfarrei in Schwelm angehörte.
Die Grafen von der Mark erwarben ihrerseits 1384 den Wichlinghauser Höfeverband mit den dazugehörigen Wohnplätzen Scheuren, Heckinghausen, Bockmühle, Werth, Westkotten, Bredde, Loh und später noch Vor der Hardt.
Ein Wohnplatz konnte mehrere Vollhöfen und Kotten in unterschiedlicher Mischung aufweisen, die nach ihren jeweiligen Besitzer benannt waren. So bestand der Wohnplatz Wichlinghausen z. B. aus vier einzelnen Vollhöfen.
Außerhalb dieser verteilten Wohnplätze der beiden Höfeverbände gab es noch Einzelhöfe im Besitz der Abtei Werden und Freigüter, ansonsten aber keinen Siedlungskern, der als Hauptort des Gebiets Barmens zu bezeichnen wäre. Territorial gehörte das Gebiet Barmens aber trotz der bergischen, märkischen und werdener Allode bis in das 14. Jahrhundert hinein zu Kurköln.
Die Kirchspielgrenze durch Barmen war zugleich Dekanatsgrenze zwischen den Dekanaten Lüdenscheid und Neuss. Diese Grenze war durch eine Landwehr gesichert, die Barmer Line der bergischen Landwehr, deren Entstehungszeit und -zweck in der Forschung umstritten ist. Die bergischen und märkischen Grafen  emanzipierten sich ab dem 12./13. Jahrhundert von dem Status des Dienstadels und Vögte von der Oberhoheit des Kölner Erzbischofs und begannen, meist auf Kosten Kurkölns, eigene Territorien aufzubauen. Der Bereich Unterbarmen wurde zu Beginn des 14. Jahrhunderts zum bergischen Territorialbesitz und später dem vermutlich nach 1363 gegründeten bergischen Amt Beyenburg zugeordnet. Oberbarmen wurde mit der Eroberung des Kirchspiels und Gogerichtsbezirks Schwelm spätestens bis 1324 märkisch.
1397 versuchte Wilhelm II. von Berg Ansprüche an seine Neffen Adolf von Kleve und Dietrich II. von der Mark geltend zu machen. Er unterlag in der Schlacht von Kleverhamm seinen Neffen und wurde gefangen genommen. Um die gewaltige Summe von 3.000 Goldschilden zur Freilassung aufbringen zu können, verpfändete er in der Folge bis 1399 große Teile seines Besitzes an die Sieger, darunter die Burg Elberfeld und das Amt Beyenburg mit Unterbarmen. Durch die Pfandurkunde von 1399 wird auch erstmals die Verwaltungszugehörigkeit (Unter-)Barmens zum bergischen Amt Beyenburg deutlich.
Die drei Söhne Wilhelms II. von Berg, Adolf, Gerhard und Wilhelm, fanden sich mit dem Verlust nicht ab, besetzten das väterliche Schloss in Düsseldorf, entmachteten temporär ihren Vater und begannen eine militärische Auseinandersetzung mit ihren märkischen Vettern. Nach dem Tod Dietrichs II. von der Mark vermutlich während der Belagerung der Burg Elberfeld konnten sich die Bergischen durchsetzen, erhielten vermutlich schon kurz nach 1399 (spätestens 1420 war das Amt Beyenburg mit Barmen wieder bergisch) ihr Unterbarmer Besitztum zurück und dehnten ihren Territorialbesitz auf den märkischen Teils Barmens aus. Ob dieser Zugewinn auf Kosten Marks durch militärische Gewalt oder durch eine Einigung stattfand, ist nicht überliefert. Bis 1420 verlagerte sich die Grenze des bergisch beherrschten Territorium jedenfalls nach Osten zum Bach Schellenbeck.

### Entstehung und Entwicklung der Bauerschaft

Der 1466 erstmals erwähnte Dörner Hof (Haus Barmen) kurz vor dem Abriss um 1900

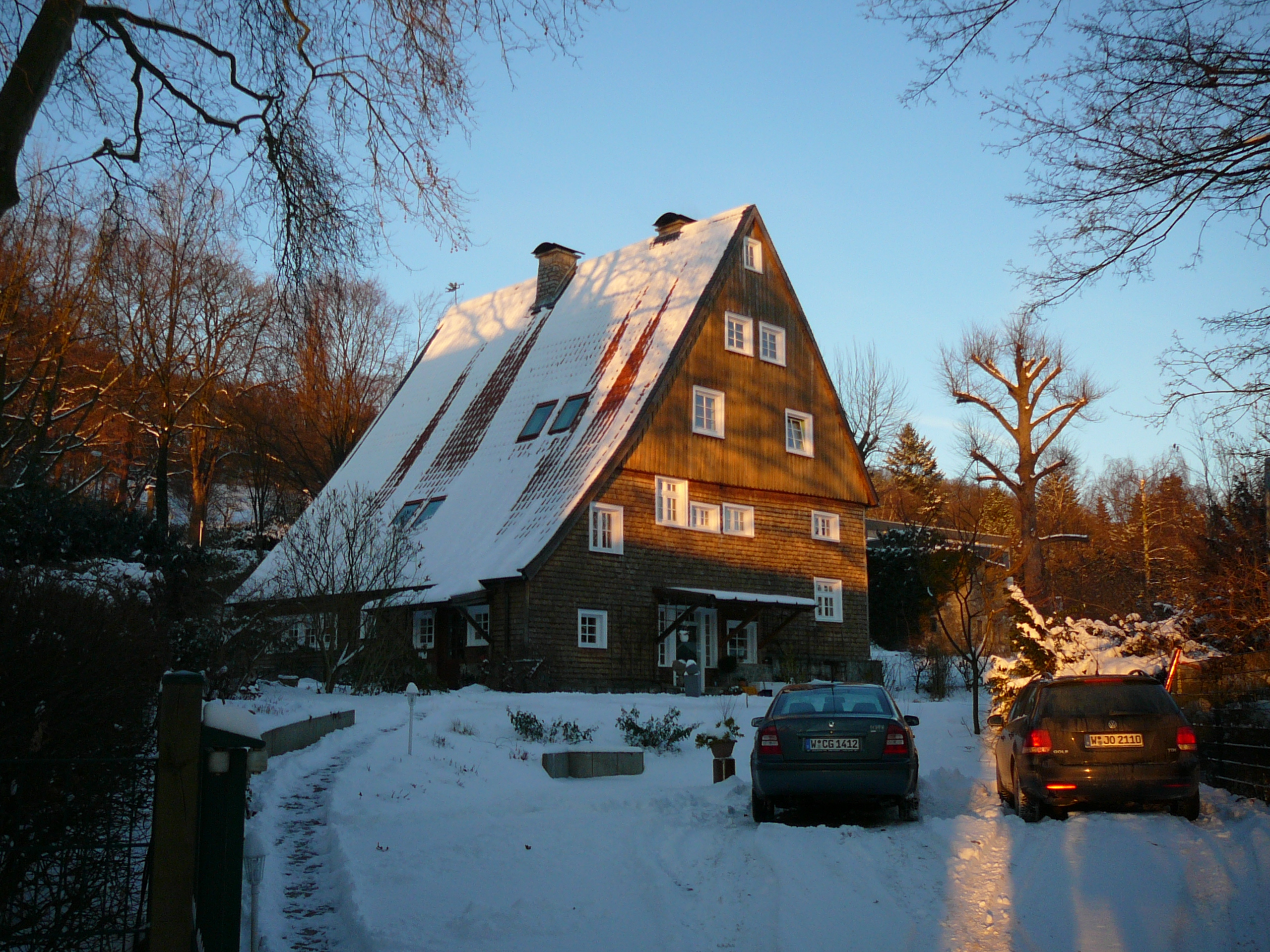
Das Hofesgebäude des Kottens Klinkholt

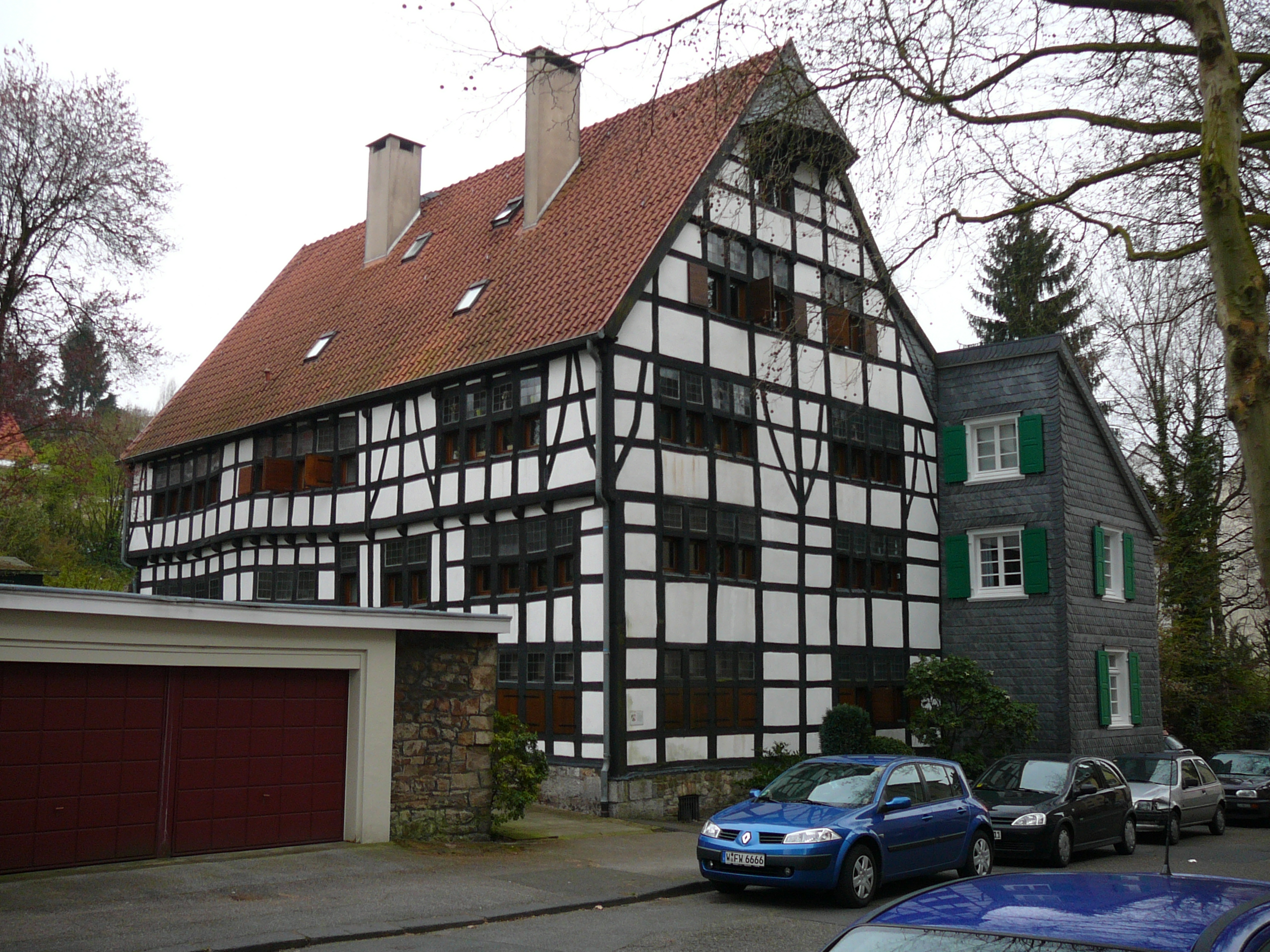
Das Hofeshaus Lütterkus-Heidt

Die beiden Barmer Höfeverbände (der bergische unter dem Sehlhof und der märkische unter dem Wichlinghauser Hof) wurden nun zu der Bauerschaft Barmen zusammengefasst. Als Haupthof wird nun der Dörner Hof (auch Haus Barmen genannt) im Tal der Wupper an der alten Landwehr (vergleiche die heutigen Straßennamen Ober- und Unterdörnen) genannt, die umgebenden Höfe und Kotten, auch der alte Sehlhof und der Wichlinghauser Hof, waren nun dessen Lehnshöfe. Die Bauerschaft war für die Verwaltung der Abgaben an die bergischen Landesherren eingerichtet worden und umfasste alle Barmer Höfe, unabhängig von ihrem jeweiligen Besitzer (Berg, Mark oder Werden), dem wiederum weitere eigene Abgaben zustanden. Da die Abgabenpflicht teilweise auch personengebunden war, waren unter Umständen die Bewohner eines Hofes doch zwei Herren abgabepflichtig. Eheschließungen zwischen Personen unterschiedlicher Höfe mussten genehmigt werden, Ausgleichszahlungen für die damit eventuell verbundene Entlassung aus der Abgabepflicht geleistet werden.
Von den beiden Barmer Höfeverbänden sind zwei undatierte Weistümer überliefert (ebenso von der werdener Villikation Einern). Die Weistümer entstanden vermutlich nach der Etablierung der Territorialherrschaft, als die Bauern gezwungen waren zur Abwehr von landesherrschaftlichen Rechtsansprüchen ihre traditionellen, mündlich überlieferten Hofrechte schriftlich festzulegen. Aus gutem Grund wurden die Weistümer nicht datiert, damit diese Hofrechte „als seit Alters her gültig“ akzeptiert wurden. Da nur (ständig den aktuellen Gegebenheiten angepasste) Abschriften existieren, kann über das genaue Alter der Weistümer keine Aussage getroffen werden. Die älteste Abschrift der sogenannten „Barmer Hofesrolle“ der bergischen Villikation hat Herzog Wilhelm V. anfertigen lassen und stammt aus dem Jahr 1555.
Laut der Beyenburger Amtsrechnung (Rentmeistereirechnung) von 1466, der ersten umfassenden datierten Liste der Barmer Wohnplätze, sind zu dieser Zeit 19 geldabgabepflichtige Wohnplätze in Barmen belegt, sich wiederum in 40 Vollhöfe und 22 Kotten unterteilten.
Zu den Vollhöfen mit hoher Abgabenlast zählen der Werther Hof (ungeteilter Hof), zwei der drei Loher Höfe, der Riddershof (ungeteilter Hof), die zwei Carnaper Höfe, einen der zwei Auer Höfe, zwei der drei Leimbacher Höfe, die zwei Lichtenscheider Höfe, einen der zwei Wuppermannshöfe, die vier (1466: drei) Clauhausener Höfe, einen der zwei Riescheider Höfe, der Wülfinger Hof (ungeteilter Hof), einen der zwei Brucher Höfe und die drei Brügeler Höfe.
Die Vollhöfe mit geringerer Abgabenlast (und damit Größe) umfassen einen der zwei Auer Höfe, einen der drei Loher Höfe, einen der drei Leimbacher Höfe, einen der zwei Riescheider Höfe, einen der zwei Wuppermannshöfe und einen der zwei Brucherhöfe, weiterhin den Hof zur Furt, die zwei Westkotter Höfe, die vier Heckinghauser Höfe, drei der fünf Clever Höfe, Fettehenne und vier Wichlinghauser Höfe.
Diese Höfe stellten als Vollhöfe auch die Schöffen des Hofesgericht. Neben den Vollhöfen gab es die Kotten Bockmoelen, zwei der fünf Clever Höfe, zwei Heidter Kotten, der Sehlhof, Oberster Bruch, Im Springen, Fingscheid, Zum Kotten, Barendahl, Kapellen, Gockelsheid, Schwaffers Kotten, In der Marpen, Im Dickten, der Kotten in der Leimbach, Dahl, Hatzfeld, Klinkholt, Bredde und Scheuren, die ebenfalls Geldzahlungen zu leisten hatten.
Die Amtsrechnung umfasst nicht den Dörner Hof oder Haus Barmen, der als Oberhof die Abgaben der Höfe und Kotten einsammelte und daher nicht selbst in der Abgabenliste erscheint. Auch nicht erfasst ist der Sattelhof Kemna, der aufgrund seines Status abgabenbefreit war.
Weitere dort nur mit Naturalabgaben belastete Barmer Höfe und Kotten waren Westen, Schönebeck, Kemna, Norrenberg, Scheuermannshof, Krühbusch, Biereneichen/Eckbrock und Winkelmannshof.
Auf Barmer Gebiet lagen zudem noch weitere Höfe und Kotten, die nicht in der Amtsrechnung erscheinen, da sie keine Allode der bergischen Herzöge waren oder ihnen Abgaben leisten zu hatten. Dazu zählen Allenkotten und Nickhorn, die dem Höfeverband Einern des Klosters Werden angehörten und Rauental, das den Herren von Rauenthal gehörte.
Nach einer Hofesliste von 1641 gründeten sich bis dahin weitere Höfe: Lattmorgen, Schlipperhof, Unter den Eichen, Vor der Hardt, Schimmelsburg, Kamp und Rauenwerth. 1705 werden 62 Gehöfte gezählt, davon 42 Vollhöfe und 20 Halbhöfe oder Kotten. Da zwei Halbhöfe / Kotten in der Markgenossenschaft die Stimme eines Vollhofes besaßen, ergaben sich daraus 52 Markgenossen.
1634, während des Dreißigjährigen Krieges wurde die Bauerschaft zwecks gerechter Verteilung der einquartierten schwedischen Truppen auf die Höfe in Rotten eingeteilt, die bis 1834 Bestand hatten. Den Rotten stand ein Rottmeister vor. Die Rotten waren: Clauser Rotte (später Wester Rotte genannt), Loher Rotter, Leimbach Rotte (später spaltete sich die Hatzfelder Rotte ab), Westkotter Rotte, Wichelhauser Rotte, Wülfinger Rotten (mit Rittershaus), Clever Rotte (in Ober- und Unterclever Rotte unterteilt), Brucher Rotte, Auer Rotte (später spaltete sich die Haspeler Rotte ab), Höchster Rotte und Gemarker Rotte (die sich in Scheurer Rotte, Werther Rotte und zwei kleinere Gemarker Rotten aufspaltete). Später kam die aus dem Dörner Hof entstandene Dörner Rotte dazu.
Im 17. Jahrhundert wurde für Barmen ein eigenes Kirchspiel eingerichtet, die Abhängigkeit von den Pfarreien in Elberfeld und Schwelm wurde aufgehoben.
Mit zunehmender Übernahme der niederen Gerichtsbarkeit durch den Beyenburger Amtmann verlor die Bauerschaft ab dem 17. Jahrhundert an Bedeutung. Die bergischen und märkischen Oberhöfe waren nur noch für die Abgabenerhebung verantwortlich, aber auch diese Aufgabe übernahm zunehmend der zentrale Verwaltungssitz in Beyenburg. Die Barmer Markgenossenschaft wurde 1705 aufgelöst.
Als neues politisches und wirtschaftliches Zentrum bildete sich im 18. Jahrhundert der Ort Gemarke, der Kern der späteren Großstadt Barmen, aus und leitete den Übergang von der bäuerlichen Gemeinde zu einem kommunalen Wesen Barmens ein. 1806 wurde die Bauerschaft durch die französischen Besetzer aufgelöst, die mit dem Code civil eine moderne allgemeingültige Gesetzgebung unter Abschaffung der komplexen tradierten Rechtsverhältnisse innerhalb der Höfe bzw. zu der Landesherrschaft und eine moderne kommunale Gliederung einführten. Gemarke/Barmen wurde schließlich 1808 zur Stadt erhoben, die Höfe der Bauerschaft gehörten in den 1830er Jahren zu der Außenbürgerschaft Barmens im Kreis Elberfeld.